# Turbofolk
Turbofolk (v cyrilici Турбо-фолк) je hudební žánr, který vznikl v bývalé Jugoslávii v závěru osmdesátých let. Vycházel z tradičního balkánského folklóru, který spojoval s moderními styly jako disco nebo eurodance, využíval elektrické kytary nebo syntezátory.
Označení stylu vymyslel zpěvák Rambo Amadeus (vlastním jménem Antonije Pušić). Hlavními představitelkami byly Lepa Brena, Ceca (vl. jm. Svetlana Veličkovićová) a Sneki (vl. jm. Snežana Babićová).

## Historie
Turbofolk vycházel z tradic novokomponované národní hudby, která byla populární především na jugoslávském venkově v 60.-90. letech 20. století. V jugoslávské populární hudbě byla nicméně po velmi dlouhou dobu dominantní tzv. Nová vlna, která doznívala v polovině 80. let. V té době byla v Turecku i Řecku na vzestupu populární hudba inspirovaná tradičními melodiemi obou zemí.
Ve stejné době navíc dosáhla rekordní popularity zpěvačka Lepa Brena, která dokázala tradiční balkánské rytmy propojit (např. v deskách Mile voli disko nebo Čačak, Čačak) s moderní pop music. Přestože texty Breny vyzývaly k jednotě Jugoslávie a byly orientovány výrazně patrioticky, ostře bořily představu tvrdé práce a skromnosti, kterou původně vyžadoval socialistický stát. Ve své písni Hej Šeki Šeki Brena přemlouvá bohatého arabského šejka, aby vyřešil jeho problémy a že ho bude stát všechny jeho peníze. Zatímco rocková hudba symbolizovala především styl střední třídy z větších měst, s turbofolkem se dokázaly identifikovat především níže postavené vrstvy na jugoslávském venkově. Vulgarity v textech začaly být běžné, a Brenina píseň Mače moje z tohoto důvodu nebyla vysílána.
V roce 1988 zvítězila ve folkové pěvecké soutěži rovněž Ceca Ražnjatović, které se tím otevřela možnost získat lukrativní kontrakty a stát se úspěšnou zpěvačkou na celojugoslávské hudební scéně. Brzy se proslavila jako jedna z předních zpěvaček turbofolku a ikonou celého žánru. Dalším symbolem byla skupina Južni vetar, kterou tvořila řada umělců, a která světlo světla spatřila v 80. letech. Južni vetar patřil k velice úspěšným skupinám, později se však jeho autoři rozešli a vytvořili zcela nový podžánr.
V roce 1989 se žánr rozšířil na území Jugoslávie vskutku masově. Písně vznikaly velmi často s politickými motivy, vyzdvihovaly některé politiky a jiné odsuzovaly.[zdroj?] K jeho rozšíření přispěla především podpora politických představitelů Srbska, kteří prostřednictvím státních médií zajišťovaly předním zpěvákům a zpěvačkám přístup k veškerému publiku. Nově vzniklé soukromé televize, jako např. TV Pink, pomáhaly dále rozšířit tento žánr do celé společnosti. Pro nemalou část obyvatelstva představoval turbofolk symbol osvobození od staré kultury, staré hudby, svazujících norem socialistické morálky i nepříliš jasně vymezené nadnárodní identity. K jednotlivým písním vznikaly vysoce nákladné videoklipy. Turbofolk získal svojí popularitu i na území Chorvatska, který zde představovala zpěvačka Severina Vučković a v Bosně a Hercegovině Mile Kitić.

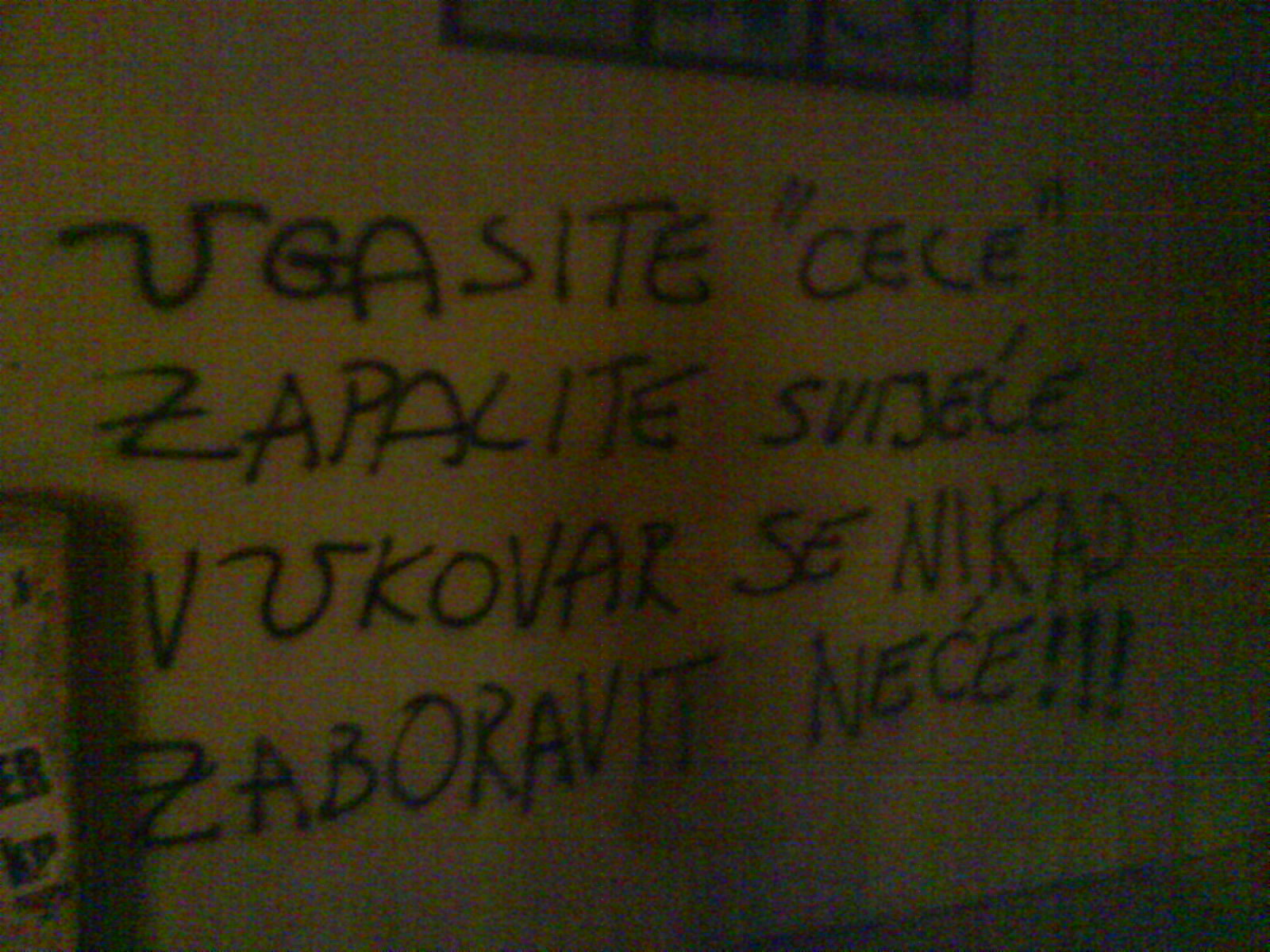
Nápis chorvatských nacionalistů vymezující se proti turbofolku v Imotském.

Turbofolk byl jistým symbolem úniku z reality rozpadající se Jugoslávie, hyperinflace, permanentní ekonomické krize a začínajících válek. Zatímco se země rozpadala, texty hitů turbofolku oslavovaly rychlá auta, zločin, a zločince. Symbolem může být např. píseň Dvesta na sat,. Oslava zločinu umožňovala růst popularity osob, které se zapojily do různých paravojenských skupin, jako byli např. Željko Ražnatović, známý pod přezdívkou Arkan.
V první polovině 90. let představil turbofolk svéráznou kulturu, k níž patřila pirátská rádia vysílající z paneláků v Novém Bělehradu, sexuálně vyzývavá image představitelek a prvky velkosrbského nacionalismu v době, kdy bylo na zemi v důsledku války uvaleno mezinárodní embargo.
Vrcholu popularity dosáhl turbofolk v roce 1993. Jako žánr se velmi rychle ujal v propagandistických písních které využívaly různé srbské paravojenské formace, které v rámci války v Bosně a Hercegovině a války v Chorvatsku operovaly na území bývalé Jugoslávie. Kritikové žánru jej považovali za příliš přízemní, materialistický, glorifikující zločin a válečené prospěchářství. Britský antropolog Alexei Monroe použil v souvislosti s tímto žánrem pojem pornonacionalismus. Jugoslávská veřejnost často mluvila o procesu orientalizace, islamizace a teheránizace populární kultury v souvislosti s nástupem turbofolku. Turbofolk učinil krok směrem od tradiční balkánské folkové hudby a stal se něčím novým sám o sobě. Jeho kritici však odmítali import blízkovýchodních hudebních prvků, které pro ně představovaly symbol útoku na tradiční srbskou hudbu.
Za symbol kultury turbofolku a související kultury patřil například i v roce 1995 mediálně sledovaný sňatek Cecy s Željko Ražnatovićem zvaným Arkan, představitelem bělehradského podsvětí a vůdcem paravojenských jednotek známých jako Tygři. Proto je mimo Srbsko (především v Chorvatsku) turbofolk odmítaný a vysmívaný[zdroj?], i když jeho prvky absorbovaly další žánry, jako bulharská čalga.
Vzhledem k popularitě žánru začaly prvky turbofolku přejímat i hudební skupiny a zpěváci, kteří dosud vyznávali jiné žánry. Tento příklon se pro jejich kariéru příliš úspěšným neukázal a skončil v druhé polovině 90. let 20. století. V Chorvatsku zaznamenal podstatnější nástup až v polovině 90. let po skončení války, i tam byl však vnímán jako styl ryze cizí a jako srbský import.
Popularita žánru pokračovala i na začátku 21. století, nicméně s klesající tendencí. Prvky turbofolku převzala i další hudba, která ve stejnou dobu vznikala v prostoru Srbska, Černé Hory, Bosny a Hercegoviny a dalších východních republik bývalé SFRJ, vytratily se ale kontroverzní texty odkazující na srbský nacionalismus.

## Odraz v kultuře
V balkánské kultuře je dodnes považován turbofolk za jeden z nejnápadnějších symbolů 90. let. Ve filmu Parada Srđana Dragojeviće je použita jako symbolická píseň zpěváka Mitara Miriće Ne može nam niko ništa (Nikdo nám nic nemůže) ve scéně, kdy se potkávají přátelé a bojovníci z válek z 90. let 20. století.
Podle textu Ismeta Horo, kde se zpívá Otiš'o si, sarmu prob'o nisi...  založil Luka Maksimović satiritcké politické hnutí SPN, zkracující Sarmu pro'bo nisi.[zdroj?]

## Zpěváci a zpěvačky turbofolku
- Željko Šašić
- Dragana Mirkovićová
- Mira Škorićová
- Jelena Karleuša
- Dado Polumenta
- Šaka Aleksićová
- Era Ojdanić
- Dara Bubamara
- Severina Vučkovićová
- Sandra Afrika
- Mitar Mirić
- Šaban Šaulić
- Rodoljub Roki Vulović